# Marakele nationalpark
Marakele nationalpark ligger i Limpopoprovinsen i Sydafrika. Den ingår i biosfärområdet Waterberg och utgörs huvudsakligen av bergstrakten med samma namn. När parken inrättades 1994 hade den namnet Kransberg.
Typisk för parken är grästäckta kullar och djupa floddalar. Större växter av cedersläktet, av släktet Afrocarpus samt upp till 5 meter höga kottepalmer eller ormbunkar är glest fördelade över landskapet. Olika afrikanska storviltarter som afrikansk elefant, vit noshörning och kattdjur lever i skyddsområdet. Även kapgamen (Gyps coprotheres) har ett större bestånd i parken med cirka 800 häckande par.